# Liste der Landwirtschaftsminister von Brandenburg
Liste der Landwirtschaftsminister von Brandenburg.

## Landwirtschaftsminister Brandenburg (seit 1990)
| Name                            | Amtsantritt                                       | Kabinett                        | Partei |
| ------------------------------- | ------------------------------------------------- | ------------------------------- | ------ |
| Edwin Zimmermann                | 1. November 1990 11. Oktober 1994                 | Stolpe I Stolpe II              | SPD    |
| Gunter Fritsch                  | 19. Dezember 1997                                 | Stolpe II                       | SPD    |
| Wolfgang Birthler               | 13. Oktober 1999 26. Juni 2002                    | Stolpe III Platzeck I           | SPD    |
| Dietmar Woidke                  | 13. Oktober 2004                                  | Platzeck II                     | SPD    |
| Jutta Lieske                    | 6. November 2009                                  | Platzeck III                    | SPD    |
| Jörg Vogelsänger                | 25. Februar 2010 28. August 2013 5. November 2014 | Platzeck III Woidke I Woidke II | SPD    |
| Axel Vogel                      | 20. November 2019                                 | Woidke III                      | Grüne  |
| Katrin Lange (geschäftsführend) | 22. November 2024                                 | Woidke III                      | SPD    |
| Hanka Mittelstädt               | 13. Dezember 2024                                 | Woidke IV                       | SPD    |